# Mado, poste restante
Pour plus de détails, voir Fiche technique et Distribution.
Mado, poste restante est un film français réalisé par Aleksandr Adabashyan, sorti en 1990. Le scénario est adapté du roman de Simone Arèse Mado. Le film a été nommé pour le César du meilleur premier film.

## Synopsis
Dans un petit village français vit Mado. Elle travaille comme factrice et donne des cours dans une école locale, où elle raconte des histoires moralisatrices aux enfants. Elle-même est innocente et pure, comme un enfant, rêvant d'un beau prince. Le réalisateur Jean-Marie Zeleny arrive au village pour chercher des lieux de tournage pour son nouveau film et devient le « prince » de Mado. Elle l'invite aussitôt à dîner, mais, se rendant compte de son manque d'attrait, emmène avec elle son amie Germaine, une prostituée locale. La charmante Germaine suscite immédiatement la sympathie du réalisateur, et Mado ne peut qu'observer leur relation. Par désespoir, elle décide de se noyer, mais abandonne ensuite cette pensée et observe seulement depuis la rivière avec quelle sincérité les villageois s'inquiètent pour elle. 

## Fiche technique
- Titre français : Mado, poste restante
- Réalisation : Aleksandr Adabashyan
- Scénario : Aleksandr Adabashyan d'après le roman Mado de Simone Arèse
- Musique : Jean-Louis Valero
- Son : Éric Vaucher et Jean Casanova
- Pays d'origine :  France
- Langue : Français, Russe
- Dates de sortie : 1990

## Distribution
- Marianne Groves : Mado
- Oleg Yankovski : Jean-Marie
- Isabelle Gélinas : Germaine
- Jean-Pierre Darroussin : Le berger
- Bernard Freyd : Le curé
- André Pomarat : Perduvent
- Michel Winogradoff : Henry, l'amant
- Olivier Pajot : Belfour
- Pierre-Olivier Mornas
- Marie Mergey : Mlle Blanche
- Fernand Berset